# François Bronett
François Bronett, ursprungligen Goldkette, född 27 augusti 1932 i Köpenhamn, död 31 januari 1994 i Monte Carlo, var en svensk cirkusdirektör. 
Åren 1982–1994 ledde han Cirkus Scott grundad av hans far och farbröder, som hette Goldkette men använde Bronett som artistnamn. Modern Käthe Bronett, född Frühling, ledde cirkusen tillsammans med två svågrar och en svägerska från 1937. François Bronett myntade den klassiska uppmaningen "Får jag be om största möjliga tyssstnad". Sönerna Henry och Robert Bronett drev cirkusen vidare efter hans bortgång 1994. Han är begravd på Norra begravningsplatsen i Stockholm.